# Coppa Intercontinentale 2023 (pallacanestro, Singapore)
La Coppa intercontinentale di pallacanestro 2023 è stata la 33ª edizione della Coppa intercontinentale di pallacanestro. Il torneo si è disputato al Singapore Indoor Stadium, palazzetto di Singapore dal 21 al 24 settembre 2023.
È stata la seconda Coppa Intercontinentale disputata nello stesso anno solare, poiché il ciclo del torneo è stato spostato a settembre per adattarsi meglio ai programmi dei club. È stato anche il primo torneo con un formato ampliato a sei squadre, con l'aggiunta di due squadre asiatiche.
Il torneo è stato vinto dal Franca Basquetebol Clube che ha battuto in finale il Telekom Baskets Bonn.

## Squadre
| Squadra                  | Qualificazione                                                 | Partecipazioni (in grassetto le vittorie) |
| ------------------------ | -------------------------------------------------------------- | ----------------------------------------- |
| NBA G League Ignite      | Rappresentante della NBA G League                              | Debutto                                   |
| Zhejiang Golden Bulls    | Rappresentante della Chinese Basketball Association            | Debutto                                   |
| Al Ahly                  | Vincitori della Basketball Africa League 2023                  | Debutto                                   |
| Franca Basquetebol Clube | Vincitori della Basketball Champions League Americas 2022-2023 | 5 (1975, 1976, 1977, 1980, 1981)          |
| Telekom Baskets Bonn     | Vincitori della Basketball Champions League 2022-2023          | Debutto                                   |
| Al Manama                | Vincitori della West Asia Super League 2022-2023               | Debutto                                   |

## Partite

### Sorteggio
Il 20 giugno 2023, si è svolto nell'edificio dell'ArtScience Museum il sorteggio per la fase a gironi del torneo ed hanno partecipato Vlade Divac, Yi Jianlian e Ian Mahinmi.

### Fase a gironi

#### Gruppo A
| Pos | Squadra         | G | V | P | PF  | PS  | DP  | Pt | Qualificazione                   |
| --- | --------------- | - | - | - | --- | --- | --- | -- | -------------------------------- |
| 1   | Franca          | 2 | 2 | 0 | 188 | 159 | +29 | 4  | Qualificata alla finale          |
| 2   | Al-Ahly Cairo   | 2 | 1 | 1 | 152 | 166 | −14 | 3  | Qualificata alla finale 3º posto |
| 3   | G League Ignite | 2 | 0 | 2 | 165 | 180 | −15 | 2  |                                  |

| Arbitri: | Yohan Rosso Scott Beker Viola Györgyi |

|            |            |              |
| Smith 18   | Punti      | 15 Amin      |
| Johnson 6  | Assist     | 9 Cole       |
| Almansa 8  | Rimbalzi   | 13 Kejo      |
| Jason Hart | Allenatori | Agustí Julbe |

| Arbitri: | Omar Bermúdez Amy Bonner Péter Praksch |

|                  |            |              |
| Dias, Jackson 22 | Punti      | 17 Cole      |
| Georginho 9      | Assist     | 5 Amin       |
| Márcio 9         | Rimbalzi   | 9 Amin       |
| Helinho          | Allenatori | Agustí Julbe |

| Arbitri: | Antonio Conde Yevgeniy Mikheyev Péter Praksch |

|                     |            |                          |
| Jenkins, Johnson 15 | Punti      | 19 Dos Santos, Georginho |
| Jenkins 6           | Assist     | 5 Borges, Jackson        |
| Almansa 12          | Rimbalzi   | 9 Ferreira               |
| Jason Hart          | Allenatori | Helinho                  |

#### Gruppo B
| Pos | Squadra           | G | V | P | PF  | PS  | DP   | Pt | Qualificazione                   |
| --- | ----------------- | - | - | - | --- | --- | ---- | -- | -------------------------------- |
| 1   | Telekom Bonn      | 2 | 2 | 0 | 216 | 100 | +116 | 4  | Qualificata alla finale          |
| 2   | Zhejiang G. Bulls | 2 | 1 | 1 | 145 | 189 | −44  | 3  | Qualificata alla finale 3º posto |
| 3   | Al Manama         | 2 | 0 | 2 | 128 | 200 | −72  | 2  |                                  |

| Arbitri: | Antonio Conde Amy Bonner Wael Mostafa |

|            |            |                  |
| Griesel 28 | Punti      | 14 Pointer       |
| Frey 6     | Assist     | 6 Thibodeaux     |
| Griesel 10 | Rimbalzi   | 5 Thibodeaux     |
| Roel Moors | Allenatori | Pantelīs Gavriel |

| Arbitri: | Yohan Rosso Scott Beker Yevgeniy Mikheyev |

|              |            |                  |
| Perry 17     | Punti      | 19 Pointer       |
| Y. Wang 6    | Assist     | 4 Haji, Pointer  |
| Perry 6      | Rimbalzi   | 10 Williams      |
| Shilong Wang | Allenatori | Pantelīs Gavriel |

| Arbitri: | Yohan Rosso Omar Bermúdez Viola Györgyi |

|                   |            |            |
| Perry 10          | Punti      | 16 Griesel |
| X. Lin, Y. Wang 2 | Assist     | 9 Frey     |
| Perry 9           | Rimbalzi   | 9 Turudić  |
| Shilong Wang      | Allenatori | Roel Moors |

### Fase finale

#### Finale 5º posto
| Arbitri: | Yohan Rosso Viola Györgyi Wael Mostafa |

|                  |            |                      |
| Sané 22          | Punti      | 20 Pointer           |
| Almansa 6        | Assist     | 5 Rashed             |
| Holland, Sané 11 | Rimbalzi   | 13 Pointer, Williams |
| Jason Hart       | Allenatori | Pantelīs Gavriel     |

#### Finale 3º posto
| Arbitri: | Omar Bermúdez Yevgeniy Mikheyev Viola Györgyi |

|                   |            |              |
| Amin, Oraby 14    | Punti      | 23 Perry     |
| Amin 4            | Assist     | 7 Gulley     |
| Fakuade, Oraby 11 | Rimbalzi   | 12 Perry     |
| Agustí Julbe      | Allenatori | Shilong Wang |

#### Finale
| Arbitri: | Antonio Conde Amy Bonner Scott Beker |

|           |            |                     |
| Márcio 15 | Punti      | 16 Watson           |
| Jackson 8 | Assist     | 5 Watson            |
| Márcio 8  | Rimbalzi   | 5 Griesel, Kirkwood |
| Helinho   | Allenatori | Roel Moors          |

| Quintetto titolare | Quintetto titolare | Quintetto titolare  | Pt   | Rim  | Ass  |
| ------------------ | ------------------ | ------------------- | ---- | ---- | ---- |
| PG                 | 32                 | David Jackson       | 12   | 4    | 8    |
| G                  | 14                 | Georginho           | 8    | 3    | 5    |
| AP                 | 9                  | Jhonatan dos Santos | 8    | 4    | 1    |
| AG                 | 7                  | Lucas Dias          | 14   | 6    | 1    |
| C                  | 3                  | Márcio              | 15   | 8    | 0    |
| Panchina:          |                    |                     |      |      |      |
| P                  | 4                  | Alexey Borges       | 1    | 1    | 0    |
| P                  | 6                  | Santiago Scala      | 7    | 0    | 0    |
| AC                 | 11                 | Eduardo Elevi       | 2    | 2    | 0    |
| AG                 | 21                 | Wesley Ferreira     | 3    | 5    | 0    |
| C                  | 43                 | Nathan Fernandes    | n.e. | n.e. | n.e. |
| G                  | 58                 | Paulo Barbosa       | 0    | 1    | 0    |
| Allenatore:        |                    |                     |      |      |      |
| Helinho            |                    |                     |      |      |      |

| Sesi Franca |  | Telekom Bonn |

| Sesi Franca   | Statistiche        | Telekom Bonn  |
| ------------- | ------------------ | ------------- |
|               | Statistiche        |               |
| 19/34 (55.9%) | Tiro da 2          | 16/44 (36.4%) |
| 5/19 (26.3%)  | Tiro da 3          | 9/28 (32.1%)  |
| 17/26 (65.4%) | Tiri liberi        | 10/13 (76.9%) |
| 8             | Rimbalzi offensivi | 16            |
| 30            | Rimbalzi difensivi | 22            |
| 38            | Rimbalzi totali    | 38            |
| 15            | Assist             | 17            |
| 19            | Palle perse        | 14            |
| 8             | Palle rubate       | 11            |
| 3             | Stoppate           | 1             |
| 18            | Falli              | 27            |

| Vincitrice Coppa Intercontinentale 2023 |
| --------------------------------------- |
| Franca (1º titolo)                      |

| Quintetto titolare | Quintetto titolare | Quintetto titolare   | Pt   | Rim  | Ass  |
| ------------------ | ------------------ | -------------------- | ---- | ---- | ---- |
| P                  | 5                  | Harald Frey          | 11   | 3    | 2    |
| G                  | 11                 | Brian Fobbs          | 4    | 2    | 0    |
| AP                 | 2                  | Sam Griesel          | 5    | 5    | 3    |
| AG                 | 43                 | Christian Sengfelder | 10   | 4    | 1    |
| C                  | 3                  | Ike Udanoh           | 4    | 4    | 1    |
| Panchina:          |                    |                      |      |      |      |
| PG                 | 0                  | Tyreese Blunt        | n.e. | n.e. | n.e. |
| AG                 | 1                  | Savion Flagg         | 0    | 4    | 0    |
| P                  | 4                  | Glynn Watson         | 16   | 4    | 5    |
| C                  | 13                 | Leon Bulić           | n.e. | n.e. | n.e. |
| AG                 | 19                 | Till Pape            | 9    | 2    | 2    |
| AP                 | 22                 | Noah Kirkwood        | 6    | 5    | 2    |
| C                  | 35                 | Benedikt Turudić     | 4    | 3    | 1    |
| Allenatore:        |                    |                      |      |      |      |
| Roel Moors         |                    |                      |      |      |      |

## MVP
- David Jackson